# フラウィウス
フラウィウス（Flavius）は、古代ローマ人の氏族名または家族名。
語源は「flavs」（黄色）。女性形は「フラウィア」。

## 概要
フラウィウスは、古代ローマ人のプレブス系の氏族名である。
フラウィウス氏族はサビニ人の出自とされ、最初の傑出した人物としては紀元前327年と紀元前323年の護民官マルクス・フラウィウスが、最初の執政官としては紀元前104年のガイウス・フラウィウス・フィンブリアが知られている。1世紀後半にはフラウィウス氏族から3人の皇帝（ウェスパシアヌス、ティトゥス、ドミティアヌス）が輩出され、彼らの下でフラウィウス氏族は急激に増加した。フラウィウス氏族は非常に遍在するようになったので、しばしば氏族名は省略されて「Fl」と表記されることもあった。
3世紀末になるとフラウィウス氏族からコンスタンティウス・クロルスとコンスタンティヌス1世の親子が現れ、コンスタンティヌス1世の統治下で皇帝の一族たるフラウィウス氏族が皇帝礼拝の対象とされた。コンスタンティヌス1世は、333年頃から335年頃に出されたとされる有名なヒスペッルム勅答でヒスペッルム市民にフラウィウス氏族に捧げるための神殿の建立を認めている。「フラウィウス」の氏族名は彼らの名を飾り立てるものとなり、以降の一連の皇帝たちも「フラウィウス」を氏族名（ノーメン）または家族名（コグノーメン）として名乗った。「フラウィウス」の氏族名は帝国の貴族層へも広がり、例えばテオドリック大王やカール大帝らにも帝国の最高貴顕者として「フラウィウス」の氏族名が与えられている。記録上最後に「フラウィウス」のノーメンを用いた東ローマ帝国の皇帝はマケドニア王朝のレオーン6世である。